# Kup Nogometnog saveza Ličko-senjske županije 2012./13.
Kup Nogometnog saveza Ličko-senjske županije za sezonu 2012./13. je igran u proljetnom dijelu sezone. 
 Natjecanje je osvojila Novalja, koja je time stekla pravo nastupa u pretkolu Hrvatskog kupa u sezoni 2013./14. 

## Sudionici
U natjecanju je nastupilo 11 klubova, prikazani prema pripadnosti ligama u sezoni 2012./13.
|                                              | |  |
| 3. HNL – Zapad (III.) - Nehaj Senj - Novalja | ŽNL Ličko-senjska (IV.) - Bunjevac Gavran Krivi Put - Croatia Lički Osik - Gacka 1925 Sinac - Gospić 91 - Lika 95 Korenica - Otočac - Perušić - Plitvice Mukinje - Sokolac Brinje |  |

## Rezultati

### 1. kolo
Igrano 24. i 27. ožujka 2013.

| klub1                                 | klub2                                 | rez.                                  |                          |
| ------------------------------------- | ------------------------------------- | ------------------------------------- | ------------------------ |
| Otočac                                | Gacka 1925 Sinac                      | 4:0                                   |                          |
| Croatia Lički Osik                    | Sokolac Brinje                        | 0:3 p.f.                              | Sokolac prošao bez borbe |
| Lika 95 Korenica                      | Bunjevac Gavran Krivi Put             | 3:2                                   |                          |
| Perušić                               | Gospić 91                             | 3:0 p.f.                              | Perušić prošao bez borbe |
| Nehaj Senj, Novalja, Plitvice Mukinje | Nehaj Senj, Novalja, Plitvice Mukinje | Nehaj Senj, Novalja, Plitvice Mukinje | slobodni                 |

### 2. kolo (četvrtzavršnica)
Igrano 10. i 17. travnja 2013.

| klub1            | klub2            | rez.             |                          |
| ---------------- | ---------------- | ---------------- | ------------------------ |
| Plitvice Mukinje | Otočac           | 4:2              | igrano u Otočcu          |
| Sokolac Brinje   | Nehaj Senj       | 0:3 p.f.         | Nehaj prošao bez borbe   |
| Perušić          | Novalja          | 0:3 p.f.         | Novalja prošla bez borbe |
| Lika 95 Korenica | Lika 95 Korenica | Lika 95 Korenica | slobodni                 |

### Poluzavršnica
Igrano 8. svibnja 2013.

| klub1            | klub2      | rez. |  |
| ---------------- | ---------- | ---- |  |
| Lika 95 Korenica | Novalja    | 0:7  |  |
| Plitvice Mukinje | Nehaj Senj | 1:0  |  |

### Završnica
Igrano 22. svibnja 2013. u Gospiću.
| klub1            | klub2   | rez. |                        |
| ---------------- | ------- | ---- | ---------------------- |
| Plitvice Mukinje | Novalja | 0:1  | Novalja pobjednik kupa |

## Vanjske poveznice
- Nogometni savez Ličko-senjske županije